# Festival Internacional de Cinema de l'Índia
El Festival Internacional de Cinema de l'Índia (IFFI), fundat el 1952, és un dels festivals de cinema d'Àsia. Celebrat anualment, actualment a l'estat de Goa, a la costa occidental de l'Índia, el festival pretén oferir una plataforma comuna als cinemes del món per projectar l'excel·lència de l'art cinematogràfic; contribuir a la comprensió i l'apreciació de les cultures cinematogràfiques de diferents nacions en el context de la seva ethos social i cultural, i promoure l'amistat i la cooperació entre els habitants d'arreu del món. El festival està dirigit conjuntament per la National Film Development Corporation of India (sota el Ministeri d'Informació i Radiodifusió) i el govern estatal de Goa.

## Visió
Ayam nijam paroveti gananā laghuchetasām, Udāracharitānām tu vasudhaiva kutumbakam
(Extracte de l'escriptura vèdica Maha Upanishad, que significa "Això és per a mi i això és per als altres, és el pensament d'una persona de ment estreta. Per a aquells que són de ment ampla, liberals o gent noble, el món sencer és una gran família.")

## Història

### Primer IFFI
La 1a edició d'IFFI va ser organitzada per la Divisió de Films, Govern de l'Índia, amb el patrocini del primer ministre de l'Índia. Celebrat a Mumbai del 24 de gener a l'1 de febrer de 1952, el Festival es va portar posteriorment a Chennai, Delhi, Calcuta i Trivandrum. En total es van exhibir uns 40 llargmetratges i 100 curtmetratges. A Delhi, l'IFFI va ser inaugurat pel primer ministre Jawaharlal Nehru el 21 de febrer de 1952.
La primera edició va ser no competitiva, i va comptar amb la participació de 23 països, entre els quals Estats Units, amb 40 llargmetratges i un centenar de curtmetratges. Les entrades índies per al festival van ser Awara (hindi), Pathala Bhairavi (telugu), Amar Bhoopala (marathi) i Babla (bengalí). Aquest va ser el primer Festival Internacional de Cinema celebrat a tot Àsia. El panorama mundial notable durant el festival va ser El lladre de bicicletes, Miracle a Milà i Roma, ciutat oberta d'Itàlia. Yukiwarisoo (Japó), The Dancing Fleese (UK), The River (US) i Padeniie Berlina (URSS).

### Tercer IFFI
Va ser per primera vegada que la indústria cinematogràfica índia estava exposada a una àmplia gamma de pel·lícules destacades de la postguerra. A partir de la 3a edició, el gener de 1965, IFFI es va convertir en competitiu. Des de llavors s'ha traslladat a Trivandrum, la capital de Kerala. El 1975 es va introduir el Filmotsav, no competitiu i que se celebraria en altres ciutats cinematogràfiques en anys alterns. Més tard, Filmotsavs es van fusionar amb IFFI. El 2004 l'IFFI es va traslladar a Goa des de Trivandrum. Des de llavors, IFFI ha estat un esdeveniment anual i competitiu.
La seu del segon festival celebrat l'any 1961 que tampoc no era competitiu va ser Nova Delhi. La tercera edició del festival va ser presidida per Satyajit Ray. Per primera vegada el festival es va convertir en competitiu i va ser qualificat de categoria "A" per la Federació Internacional de Productors de Cinema. Amb aquest reconeixement el festival a l'Índia va començar amb els festivals internacionals de cinema de Canes, Berlín, Venècia, Karlovy Vary i Moscou.
Després d'aquest reconeixement, Índia va adoptar, en el seu cinquè festival el 1975, una insígnia permanent. Això inclou una representació del paó, l'ocell nacional de l'Índia, amb un lema permanent del festival 'Vasudhaiva Kutumbakam' (El món sencer és una família). El mateix any es va decidir celebrar un festival no competitiu de pel·lícules de festivals (Filmotsav) alternant amb IFFI. Mentre que els Filmotsav es van organitzar als principals centres productors de cinema de l'Índia, l'IFFI només es va celebrar a Nova Delhi.
El lloc és el mateix per a tots els festivals, el quart i cinquè festival es van celebrar del 5 al 18 de desembre de 1969 i del 30 de desembre de 1974 al 12 de gener de 1975, respectivament. Des del sisè festival fins al període, així com les dates del festival, es van fixar del 3 al 17 de gener cada any altern. El sisè festival es va celebrar l'any 1977 i es va premiar per primera vegada el paó de plata al millor actor, actriu i director. També es va posar en marxa per primera vegada un mercat cinematogràfic per part de l'IMPEC. La secció Panorama indi es va crear a partir d'aquesta edició.
Arran de la decisió presa l'agost de 1988 pel Ministeri d'Informació i Radiodifusió que 3 edicions més de festivals en el futur seran provisionals no competitives, i tots els festivals s'anomenarien Festival Internacional de Cinema de l'Índia (IFFI). Els "Filmotsavs" i l'IFFI 90-91-92 van constituir junts 23 edicions del festival.

## Cronologia de l’IFFI i Filmotsav
| Edició    | Any                                          | Seu                | Competitiu                 |
| --------- | -------------------------------------------- | ------------------ | -------------------------- |
| 1r        | 24 de gener de 1952                          | Mumbai             | No                         |
| 2n        | 27 d’octubre – 2 de novembre de 1961         | Nova Delhi         | No                         |
| 3r        | 8–21 de gener de 1965                        | Nova Delhi         | Sí                         |
| 4t        | 5 – 18 de desembre de 1969                   | Nova Delhi         | Sí                         |
| 5è        | 30 de desembre de 1974 – 12 de gener de 1975 | Nova Delhi         | Sí                         |
| Filmotsav | 14 de novembre de 1975                       | Kolkata            | No                         |
| Filmotsav | 2 – 15 de gener de 1976                      | Mumbai             | No                         |
| 6è        | 3–16 de gener de 1977                        | Nova Delhi         | Sí                         |
| Filmotsav | 3 -16 de gener de 1978                       | Chennai            | No                         |
| 7è        | 3–16 de gener de 1979                        | Nova Delhi         | Sí                         |
| Filmotsav | 3 -16 de gener de 1980                       | Bengaluru          | No                         |
| 8è        | 3–16 de gener de 1981                        | Nova Delhi         | Sí                         |
| Filmotsav | 3 -16 de gener de 1982                       | Kolkata            | No                         |
| 9è        | 3–16 de gener de 1983                        | Nova Delhi         | Sí                         |
| Filmotsav | 3 -16 de gener de 1984                       | Mumbai             | No                         |
| 10è       | 3–16 de gener de 1985                        | Nova Delhi         | Sí                         |
| Filmotsav | 10–24 de gener de 1986                       | Hyderabad (Índia)  | No                         |
| 11è       | 10–24 de gener de 1987                       | Nova Delhi         | Sí                         |
| Filmotsav | 10–24 de gener de 1988                       | Thiruvananthapuram | No                         |
| 12è       | 10–24 de gener de 1989                       | Nova Delhi         | No                         |
| IFFI' 90  | 10–20 de gener de 1990                       | Kolkata            | No                         |
| IFFI' 91  | 10–20 de gener de 1991                       | Chennai            | No                         |
| IFFI' 92  | 10–20 de gener de 1992                       | Bengaluru          | No                         |
| 24è       | 10–20 de gener de 1993                       | Nova Delhi         | No                         |
| 25è       | 10–20 de gener de 1994                       | Kolkata            | No                         |
| 26è       | 10–20 de gener de 1995                       | Mumbai             | No                         |
| 27è       | 10–20 de gener de 1996                       | Nova Delhi         | Sí – Asian Women Directors |
| 28è       | 10–20 de gener de 1997                       | Thiruvananthapuram | No                         |
| 29è       | 10–20 de gener de 1998                       | Nova Delhi         | Sí – Asian Directors       |
| 30è       | 10–20 de gener de 1999                       | Hyderabad          | No                         |
| 31è       | 10–20 de gener de 2000                       | Nova Delhi         | Sí – Asian Directors       |
| 32è       | 2001 – Cancel·lat                            | Cancelled          | No                         |
| 33è       | 1–10 d'octubre de 2002                       | Nova Delhi         | Sí – Asian Competition     |
| 34è       | 9 – 19 d'octubre de 2003                     | Nova Delhi         | Sí – Asian Competition     |
| 35è       | 29 de novembre - 9 de desembre de 2004       | Goa                | Sí                         |
| 36è       | 24 de novembre - 4 de desembre de 2005       | Goa                | Sí                         |
| 37è       | 23 de novembre - 3 de desembre de 2006       | Goa                | Sí                         |
| 38è       | 23 de novembre - 3 de desembre de 2007       | Goa                | Sí                         |
| 39è       | 22 de novembre - 1 de desembre de 2008       | Goa                | Sí                         |
| 40è       | 23 de novembre - 3 de desembre de 2009       | Goa                | Sí                         |
| 41è       | 22 de novembre - 2 de desembre de 2010       | Goa                | Sí                         |
| 42è       | 23 - 30 de novembre de 2011                  | Goa                | Sí                         |
| 43è       | 20 - 30 de novembre de 2012                  | Goa                | Sí                         |
| 44è       | 20 - 30 de novembre de 2013                  | Goa                | Sí                         |
| 45è       | 20 - 30 de novembre de 2014                  | Goa                | Sí                         |
| 46è       | 20 - 30 de novembre de 2015                  | Goa                | Sí                         |
| 47è       | 20 - 28 de novembre de 2016                  | Goa                | Sí                         |
| 48è       | 20 - 28 de novembre de 2017                  | Goa                | Sí                         |
| 49è       | 20 - 28 de novembre de 2018                  | Goa                | Sí                         |
| 50è       | 20 - 28 de novembre de 2019                  | Goa                | Sí                         |
| 51è       | 16 - 24 de gener de 2021                     | Goa                | Sí                         |
| 52è       | 20 - 28 de novembre de 2021                  | Goa                | Sí                         |
| 53è       | 20 - 28 de novembre de 2022                  | Goa                | Sí                         |
| 54è       | 20 - 28 de novembre de 2023                  | Goa                | Sí                         |

## Convocatòria permanent
Des del 2004, a partir de la 35a edició, el Festival Internacional de Cinema de l'Índia es va convertir en competitiu mundial i va traslladar la seva seu permanent a Goa, i se celebra durant els mesos de novembre i desembre de cada any.
Les dates del festival varien cada any i no hi ha dates fixes.

## Premis IFFI

### Premi principal - Premi Paó d'Or
- Millor pel·lícula
- Millor curtmetratge (discontinu)

### Premi Paó de Plata
- Millor pel·lícula (Discontinu)
- Millor director
- Millor actor
- Millor actriu
- Millor pel·lícula debut d'un director
- Premi especial del jurat i menció especial

### Premi especial
- ICFT UNESCO Medal Gandhi
- Premi Satyajit Ray a la trajectòria
- Premi a la personalitat de l'any del cinema indi

### Premi OTT
- Premi IFFI a la millor sèrie web (OTT)

## Miscel·lània
- El primer IFFI es va celebrar el 1952, i el director Frank Capra va assistir com a part de la delegació dels EUA.[16]
- La vigília de l'IFFI 2006, el llibre Location Goa del periodista i autor Mario Cabral e Sa, que destaca la contribució de Goa al món del cinema hindi, es va publicar el 21 de novembre de 2006.
- Des del 2004, Goa acull IFFI cada any. Això atrau més visitants a l'Estat, i també coincideix amb les novenes i festes del sant missioner basc del segle XVI Francesc Xavier.
- L'edició de 2017, IFFI va reconèixer els treballs innovadors de 15 persones i empreses que havien fet una contribució significativa en el desenvolupament de tecnologies relacionades amb els mitjans. Al llarg del festival s'ha fet una exposició especial per mostrar el seu treball. Entre les personalitats reconegudes incloïen Mithaq Kazimi, Greg Acuna entre d'altres.[17]
- El gener de 2021, a causa de la pandèmia de la Covid-19, es va celebrar el 51a edició de l'IFFI per a l'any 2020 com a esdeveniment híbrid, hi va haver projecció física i virtual de 50 pel·lícules de 224 pel·lícules. a través de diverses categories. A més, es van organitzar molts esdeveniments en línia.[18] Es van seleccionar dues pel·lícules de Goa per a la seva projecció en versió premium i seccions no premium.[19]
- El 52è IFFI es va inaugurar el 20 de novembre i es va tancar el 28 de novembre de 2021 a Goa. Com la 51a edició, aquesta edició també s'ha celebrat en un format híbrid, que combina la participació en línia i presencial. Al festival de 2021, amb motiu del centenari del naixement de Satyajit Ray, la Direcció de Festivals de Cinema li va retre homenatge a través d'una 'Retrospectiva especial' d'11 pel·lícules especialment comissariades. El premi a l'èxit de tota la vida, en reconeixement del llegat de l'autor, va ser nomenat "Premi Satyajit Ray a la trajectòria" aquest any.[20]
- El 54è IFFI es va inaugurar el 20 de novembre i es va tancar el 28 de novembre de 2023 a Goa. Durant el festival es projectaran 270 pel·lícules. El premi a la millor sèrie web (OTT) s'ha presentat en aquesta edició del festival.[21]